# Josef W. Keller-Kühne
Josef Woldemar Keller-Kühne (* 23. April 1902 in München-Neuhausen; † 9. März 1991 in Miesbach) war ein deutscher Maler, Zeichner und Grafiker.

## Leben und Werk
Josef Woldemar Keller-Kühne studierte von 1921 bis 1930 an der Akademie der Bildenden Künste München. Zu seinen damaligen Lehrern zählten Heinrich von Zügel und Angelo Jank. In den Semesterferien bereiste er Österreich, Ungarn, Frankreich, Lettland, Finnland.
Ab 1922 war Keller-Kühne bei Münchner Ausstellungen mit Gemälden vertreten. Sein bevorzugtes Sujet war bereits damals die Darstellung von Tieren. 1925 wurde ihm das Angebot einer Professur in Budapest angetragen, das er aber ablehnte. Im Sommer 1926 reiste Keller-Kühne zusammen mit Daisy Campi und Hermann Euler nach Paris.
1930 wurde Keller-Kühne durch die Dr. Mond’sche Stiftung der Kunstakademie München gefördert. In demselben Jahr beendete Keller-Kühne seine akademische Ausbildung. In dem von seinem Lehrer Heinrich von Zügel verfassten Akademiezeugnis heißt es u. a.: „Der Unterzeichnende stellt seinem früheren Schüler Keller-Kühne das Zeugnis aus, das derselbe durch größten Fleiß und Ausdauer im Studium seine hervorragende Begabung aufs Höchste zu steigern vermochte. München, den 5. März 1930.“
Zum 1. Juni 1931 trat Keller-Kühne der NSDAP bei (Mitgliedsnummer 530.791). Am 6. Juli 1931 wurden beim Brand des Glaspalastes acht Werke von Keller-Kühne zerstört. Am 23. April 1936 heiratete Keller-Kühne in München Maria Stemplinger. Der Ehe entstammten die drei Kinder Tilman, Imma und Florentine.
In den Jahren 1936, 1938 und 1940 entwarf Keller-Kühne insgesamt sechs Illustrationen für die Zeitschrift Jugend. Zum 1. April 1937 trat er der SS bei (SS-Nummer 279.124). Im Zweiten Weltkrieg wurde Keller-Kühne anfangs als Soldat der Luftwaffe eingesetzt. 1940 wurde er aufgrund einer Verletzung aus dem Kriegsdienst entlassen. Er war weiterhin in der SS aktiv, in der er es 1941/42 zum Hauptsturmführer brachte. Bis November 1943 gehörte er dem Persönlichen Stab Reichsführer SS, dann dem SS-Hauptamt an.
Um diese Zeit erhielt Keller-Kühne den Auftrag in der Kaserne der SS-Standarte Deutschland das dortige Kasino mit Wandbildern auszuschmücken.
Anfang 1941 fand die Ausstellung „Kampfstätten der Waffen-SS“ in der Münchner Akademie der Bildenden Künste statt. Zu der Ausstellung erschien 1943 eine gleichnamige Kunstmappe mit Reproduktionen von 16 Landschaftsbildern Keller-Kühnes. Deren Titel lauten: Skoplje, Vardar-Tal, Bitolj, Zwischen Resan und Ochrid, Ochrida-See mit Ochrid, Belgrad, Klidi-Pass, Kastoria-See mit Kastoria, Votanase, Metsovon, Joanina, Messalongion, Lepantos, Hafen, Hafen von Patras, Patras und Lagerplatz der L.A.H. I. Am 3. Januar 1941 besuchte Heinrich Himmler zusammen mit Keller-Kühne diese Ausstellung, beide kannten sich seit längerer Zeit.
Ab 1942 war Keller-Kühne als Frontmaler in Griechenland, Polen und Frankreich im Einsatz. 1944 wurden die Wohnung (Adalbertstr. 78) und das Atelier (Adalbertstr. 57) in München durch Bombenangriffe zerstört. Keller-Kühne verzog in der Folge mit seiner Familie nach Großschwaig (Lkr. Miesbach) und mietete sich Ende 1944 die historische Schmiede in Bach an.
Am 17. Mai 1945 verhafteten US-Truppen Keller-Kühne. 1947 stufte ihn die Spruchkammer des Lagers Moosburg in die Gruppe I der Hauptschuldigen ein. Zur NSDAP-Mitgliedschaft erklärte Keller-Kühne, er sei „aus Idealismus und aus Überzeugung heraus, dass sie das, was sie propagierte, auch wirklich und ernsthaft erstrebe“ beigetreten. Später wurde das Urteil revidiert, Keller-Kühne wurde als Minderbelasteter (Gruppe III) eingestuft und erhielt eine Geldstrafe von 2.000 RM.
1951 verzog Keller-Kühne mit seiner Familie auf den Harzberg (Miesbach), wo er fortan ansässig und tätig war. Er widmete sich verstärkt der Jagd und arbeitete weiterhin als Kunstmaler. Neben Tiermotiven entstanden Landschaften, Stadtansichten und Porträts.
Josef Woldemar Keller-Kühne war Mitglied bei der Münchner Künstlergenossenschaft.

## Ausstellungen
- 1922: Zum ersten Mal vertreten auf der „Münchener Kunstausstellung“ im Glaspalast (mit der Ölstudie „Kühe“ (Katalognummer 890)). Mit Ausnahme der Jahre 1926 und 1929 war Keller-Kühne bis 1931 bei jeder „Münchener Kunstausstellung“ mit zumeist mehreren Werken vertreten. In den Jahren 1927 und 1928 stellte er im Bereich der „Münchener Secession“ und in den übrigen Jahren bei der „Münchner Künstlergenossenschaft (MKG)“ aus.
- 1929; Kunstverein München, München
- 1931–1933: Beteiligungen an den Münchner Kunstausstellungen, die aufgrund des Brandes im Glaspalastes ersatzweise im Deutschen Museum in München stattfanden
- 1932: Beteiligung an der „Münchener Kunstausstellung“ (Kunstpalast Düsseldorf)
- 1933: Beteiligung an der Ausstellung „Sonderschau der Münchner Künstlergenossenschaft zur Förderung der Spende zur nationalen Arbeit und der Winterhilfe“ (Münchner Künstlergenossenschaft, München)
- 1934–1935: Beteiligungen an der „Großen Münchner Kunstausstellung“ (Neue Pinakothek, München)
- 1935: Beteiligung an der Ausstellung „Münchner Künstler“ (Preußische Akademie der Künste, Berlin)
- 1935: Sonderausstellung zu Keller-Kühne in der Städtischen Galerie Nürnberg (mit insgesamt 56 Werken)
- 1936: Beteiligung an der Ausstellung „50 Jahre Münchner Landschaftsmalerei und Bildnisplastik“ (Neue Pinakothek, München)
- 1936: Beteiligung an der Ausstellung „50 Jahre Münchner Landschaftsmalerei und Bildnisplastik“ (Neue Pinakothek, München)
- 1937: Beteiligung an der „Münchner Jahresausstellung“ (Neue Pinakothek, München)
- 1937: Beteiligung an der Ausstellung „Figur und Komposition im Bild und an der Wand“ (Neue Pinakothek, München)
- 1937: Beteiligung an der Ausstellung „Die Arbeit in der Kunst“ (Ausstellungspark München)
- 1937: Beteiligung an der Ausstellung „Von deutscher Art“ (veranstaltet von der NS-Kulturgemeinde, Ausstellungsgebäude Lichtentaler Allee, Baden-Baden)
- 1937: Beteiligung an der „Tierkunst-Ausstellung“ (veranstaltet von der NS-Kulturgemeinde, Ausstellungsgebäude Tiergartenstraße, Berlin)
- 1938: Beteiligung an der „Kunstausstellung“ (veranstaltet von der NS-Gemeinschaft Kraft durch Freude, Hamburger Kunsthalle)
- 1938–1944: Beteiligungen (mit insgesamt 18 Gemälden) an den Großen Deutschen Kunstausstellungen im Haus der Deutschen Kunst (München). Drei Gemälde wurden dabei von Adolf Hitler („Nußhäher“ (1938), „Kälber im Stall“ (1939), „In Feuerstellung“ (1940))[12] und eines von Martin Bormann („Zenzerl“) angekauft.
- 1938–1942: Beteiligungen an der „Münchner Kunstausstellung“ (Maximilianeum, München)
- 1941: Beteiligung an der Ausstellung „Münchner Künstler erleben den Krieg“ (Kulturamt München)
- Anfang 1941: Ausstellung „Kampfstätten der Waffen-SS“ (Akademie der Bildenden Künste, München) Zu der Ausstellung erschien 1943 eine gleichnamige Kunstmappe mit Reproduktionen von 16 Landschaftsbildern Keller-Kühnes. Deren Titel lauten: „Skoplje“, „Vardar-Tal“, „Bitolj“, „Zwischen Resan und Ochrid“, „Ochrida-See mit Ochrid“, „Belgrad“, „Klidi-Pass“, „Kastoria-See mit Kastoria“, „Votanase“, „Metsovon“, „Joanina“, „Messalongion“, „Lepantos, Hafen“, „Hafen von Patras“, „Patras“ und „Lagerplatz der L.A.H. I“.
- 1943: Beteiligung an der Ausstellung „Westdeutsche Künstler - Münchner Zeichner“ (Städtische Galerie München)
- Anfang 1944: Beteiligung an der Ausstellung „Deutsche Künstler und die SS“ (Kunstausstellung des Reichsführers SS und des Ergänzungsamtes des Hauptamtes der SS, Breslau). Keller-Kühne war hier mit dem Gemälde „Manrico“ (Pferdekopf des berühmten SS-Springpferdes `Manrico´) vertreten.[13]
- Juni–Juli 1944: Beteiligung an der Ausstellung „Deutsche Künstler und die SS“ (Salzburg (erweiterte Ausstellung zur vorangegangenen Breslauer Ausstellung)). Keller-Kühne war mit sechs Werken vertreten, darunter auch das Gemälde „Meine Frau“[14] für das er 1943 den Leibl-Sperl-Preis der Stadt Rosenheim erhielt.
- 1982: Jubiläumsausstellung in Miesbach, anlässlich des 80. Geburtstags

## Preise
- 1926: Kunstpreis der Stadt München, für das Gemälde Stier im Stall
- 4. Juli 1943: Leibl-Sperl-Preis des Kunstvereins Rosenheim, für sein Gemälde Meine Frau
- 1990: Kulturpreis der Stadt Miesbach

## Ankäufe
- 1926: erwarb die Städtische Galerie München das Gemälde „Stier im Stall“, das in demselben Jahr mit dem Kunstpreis der Stadt ausgezeichnet wurde. In der Folgezeit erwirbt das Haus elf weitere Gemälde Keller-Kühnes: „Pußta“, „Ziegen“, „Geflügelhof“, „Truthühner“, „Bei Brannenburg“, „Pflügender Bauer“, „Rehbock“, „Bei Würzburg“, „Auf der Weide“, „Grummeternte“ und „Ziege mit Katze“.
- 1930: erwarben die Bayerischen Staatsgemäldesammlungen das Gemälde „Junge Schweine“.
- 1953: Erster von mehreren Ankäufen durch das Landwirtschaftsministeriums.